# Polyalthia congesta
Polyalthia congesta är en kirimojaväxtart som först beskrevs av Henry Nicholas Ridley och som fick sitt nu gällande namn av James Sinclair.
Polyalthia congesta ingår i släktet Polyalthia och familjen kirimojaväxter. Inga underarter finns listade i Catalogue of Life.